# Olympische Sommerspiele 1924/Teilnehmer (Jugoslawien)
| Gelbes Symbol für Goldmedaillen mit stilisierten Olympischen Ringen | Graues Symbol für Silbermedaillen mit stilisierten Olympischen Ringen | Braundes Symbol für Bronzemedaillen mit stilisierten Olympischen Ringen |
| ------------------------------------------------------------------- | --------------------------------------------------------------------- | ----------------------------------------------------------------------- |
| 2                                                                   | —                                                                     | —                                                                       |

Das Königreich Jugoslawien nahm an den Olympischen Sommerspielen 1924 in Paris mit einer Delegation von 42 männlichen Athleten an 27 Wettkämpfen in neun Wettbewerben teil.
Die jugoslawischen Sportler gewannen zwei Goldmedaillen: Zweifacher Olympiasieger wurde der Turner Leon Štukelj am Reck und im Einzelmehrkampf. Fahnenträger bei der Eröffnungsfeier war der Leichtathlet Stanko Perpar.

## Teilnehmer nach Sportarten

### Fußball
- in der 1. Runde ausgeschieden
Dragutin Vrđuka
Stjepan Vrbančić
Vladimir Vinek
Rudolf Rupec
Janko Rodin
Emil Plazzeriano
Dušan Petković
Emil Perška
Mare Marjanović
Eugen Dasović
Dragutin Babić

### Kunstwettbewerbe
- Ivan Zajec
- Juraj Škarpa
- F. Kroly
- Frane Cota

### Leichtathletik
- Stane Perpar
200 m: im Vorlauf ausgeschieden

- Veljko Narančić
Kugelstoßen: 13. Platz
Diskuswurf: 18. Platz

- Aleksa Spahić
Fünfkampf: 24. Platz

- Ðuro Gašpar
Zehnkampf: Wettkampf nicht beendet

- Peroslav Ferković
Zehnkampf: 18. Platz

### Radsport
- Đuro Đukanović
Straße Einzelwertung: 35. Platz
Straße Mannschaftswertung: 10. Platz

- Milan Truban
Straße Einzelwertung: 50. Platz
Straße Mannschaftswertung: 10. Platz

- Koloman Sović
Straße Einzelwertung: 41. Platz
Straße Mannschaftswertung: 10. Platz

- Josip Kosmatin
Straße Einzelwertung: 37. Platz
Straße Mannschaftswertung: 10. Platz

### Reiten
- Vladimir Seunig
Dressur: 24. Platz

### Ringen
- Nikola Grbić
Mittelgewicht, griechisch-römisch: in der 6. Runde ausgeschieden

- Stevan Nađ
Halbschwergewicht, griechisch-römisch: in der 2. Runde ausgeschieden

### Schwimmen
- Vlado Smokvina
100 m Freistil: im Vorlauf ausgeschieden
4-mal-200-Meter-Freistil: im Vorlauf ausgeschieden

- Atilije Venturini
400 m Freistil: im Vorlauf ausgeschieden
4-mal-200-Meter-Freistil: im Vorlauf ausgeschieden

- Đuro Sentđerđi
400 m Freistil: im Vorlauf ausgeschieden

- Ante Roje
1500 m Freistil: im Vorlauf ausgeschieden
4-mal-200-Meter-Freistil: im Vorlauf ausgeschieden

- Ivo Pavelić
200 m Brust: im Vorlauf ausgeschieden

- Ivo Arčanin
4-mal-200-Meter-Freistil: im Vorlauf ausgeschieden

### Tennis
Männer
- Aleksander Ðurđenski
Einzel: in der 1. Runde ausgeschieden

### Turnen
- Stane Žilič
Einzelmehrkampf: 29. Platz
Barren: 37. Platz
Pferdsprung: 39. Platz
Reck: 28. Platz
Ringe: 28. Platz
Seitpferd: 38. Platz
Seitpferdsprung: 34. Platz
Tauhangeln: 5. Platz
Mannschaftsmehrkampf: 4. Platz

- Jože Primožič
Einzelmehrkampf: 47. Platz
Barren: 34. Platz
Pferdsprung: 49. Platz
Reck: 48. Platz
Ringe: 55. Platz
Seitpferd: 51. Platz
Seitpferdsprung: 45. Platz
Tauhangeln: 47. Platz
Mannschaftsmehrkampf: 4. Platz

- Janez Porenta
Einzelmehrkampf: 20. Platz
Barren: 41. Platz
Pferdsprung: 6. Platz
Reck: 44. Platz
Ringe: 21. Platz
Seitpferd: 18. Platz
Seitpferdsprung: 19. Platz
Tauhangeln: 6. Platz
Mannschaftsmehrkampf: 4. Platz

- Rastko Poljšak
Einzelmehrkampf: 45. Platz
Barren: 51. Platz
Pferdsprung: 61. Platz
Reck: 47. Platz
Ringe: 50. Platz
Seitpferd: 42. Platz
Seitpferdsprung: 58. Platz
Tauhangeln: 45. Platz
Mannschaftsmehrkampf: 4. Platz

- Miha Oswald
Einzelmehrkampf: 36. Platz
Barren: 57. Platz
Pferdsprung: 28. Platz
Reck: 42. Platz
Ringe: 23. Platz
Seitpferd: 37. Platz
Seitpferdsprung: 38. Platz
Tauhangeln: 24. Platz
Mannschaftsmehrkampf: 4. Platz

- Stane Hlastan
Einzelmehrkampf: 44. Platz
Barren: 36. Platz
Pferdsprung: 62. Platz
Reck: 38. Platz
Ringe: 38. Platz
Seitpferd: 36. Platz
Seitpferdsprung: 4. Platz
Tauhangeln: 66. Platz
Mannschaftsmehrkampf: 4. Platz

- Stane Derganc
Einzelmehrkampf: 30. Platz
Barren: 40. Platz
Pferdsprung: 26. Platz
Reck: 58. Platz
Ringe: 27. Platz
Seitpferd: 6. Platz
Seitpferdsprung: 5. Platz
Tauhangeln: 24. Platz
Mannschaftsmehrkampf: 4. Platz

- Leon Štukelj
Einzelmehrkampf: Gold 
Barren: 20. Platz
Pferdsprung: 4. Platz
Reck: Gold 
Ringe: 4. Platz
Seitpferd: 10. Platz
Seitpferdsprung: 17. Platz
Tauhangeln: 10. Platz
Mannschaftsmehrkampf: 4. Platz